# Karol Drozdowski
Karol Drozdowski (ur. 1855, zm. 13 listopada 1923) – polski nauczyciel, działacz społeczny.

## Życiorys

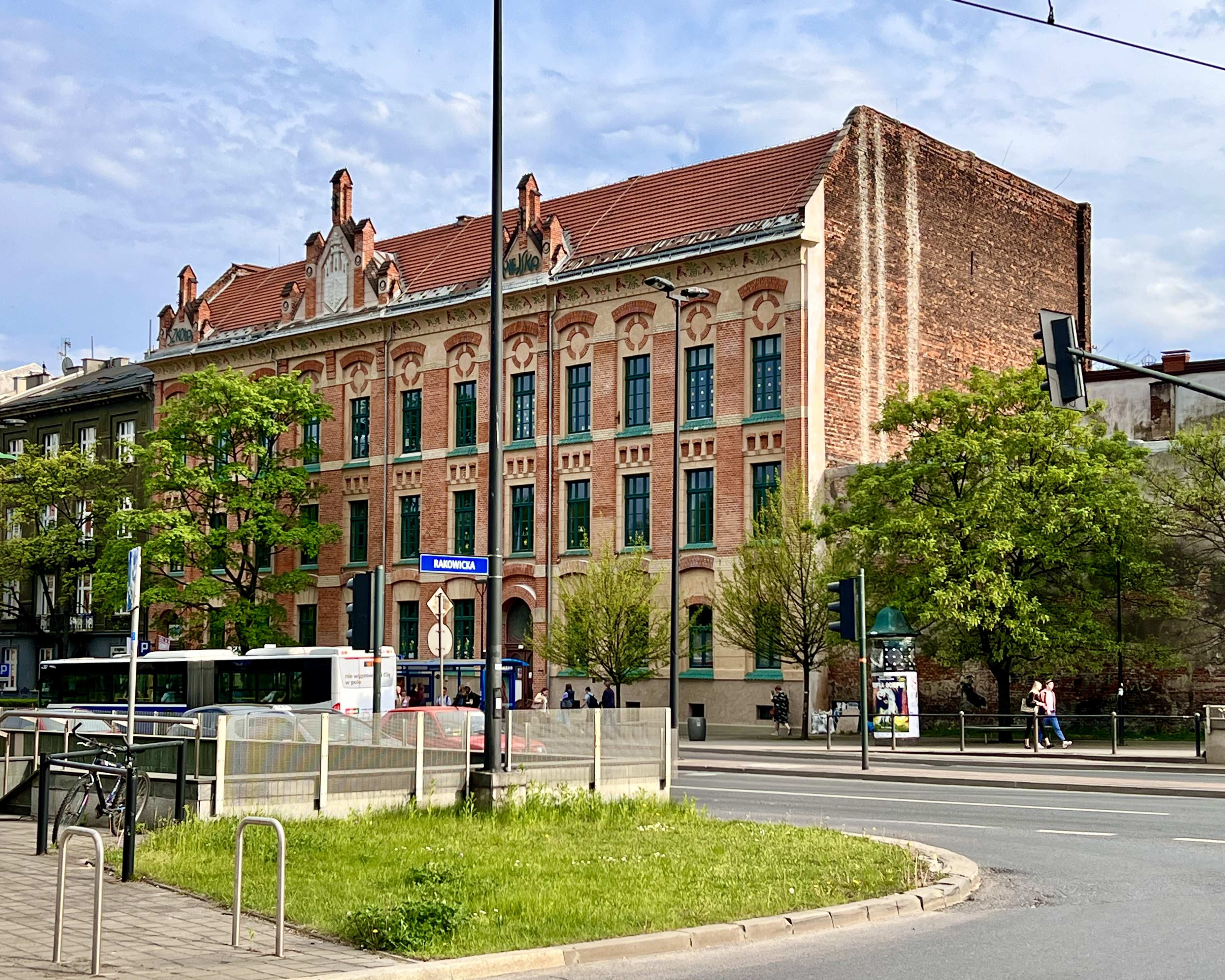
Budynek Zespołu Szkół i Placówek Specjalnych (2022)

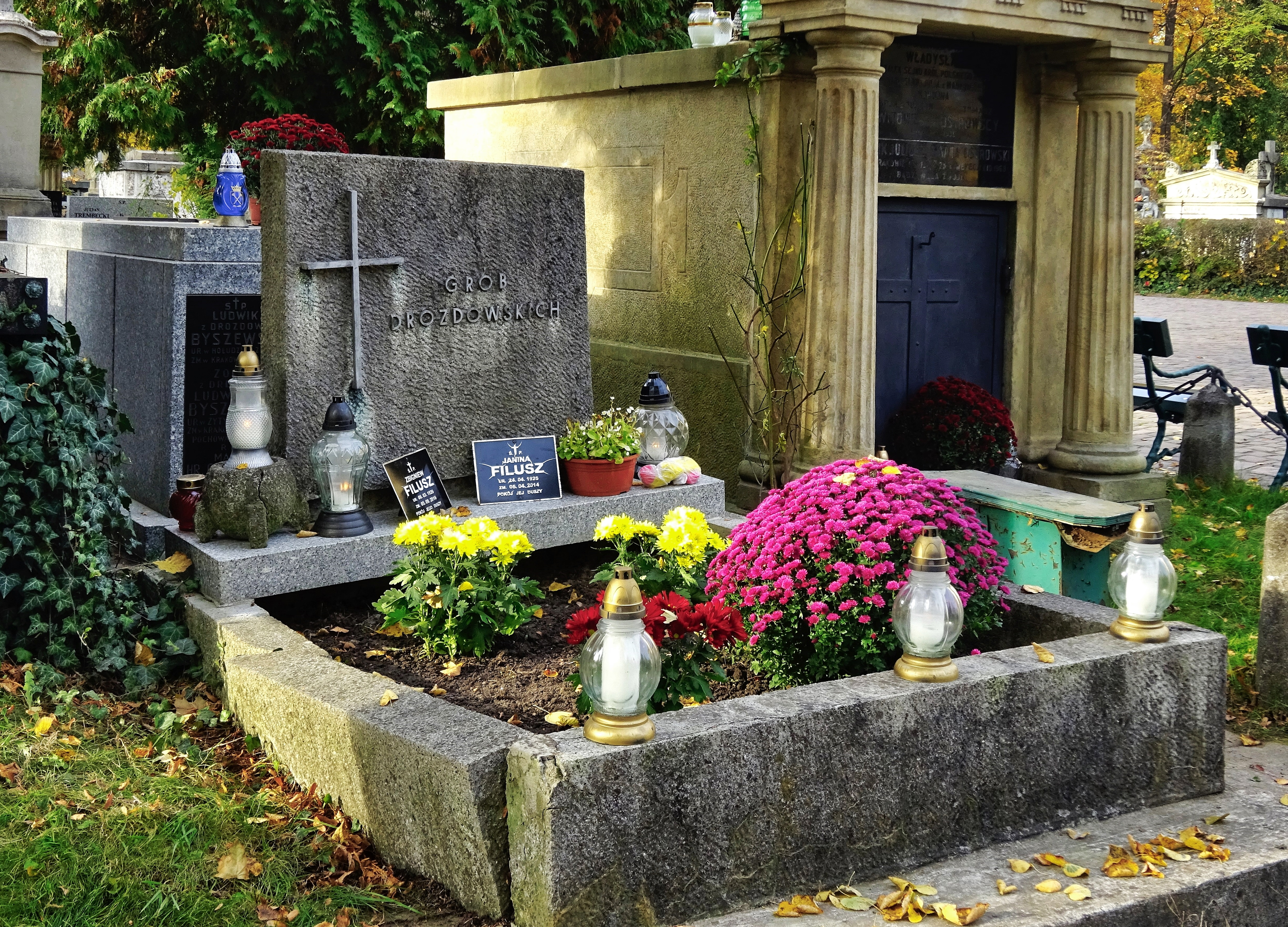
Grób Karola Drozdowskiego na Cmentarzu Rakowickim w Krakowie

Urodził się w 1855. Był nauczycielem. Z zawodu był nauczycielem w szkołach ludowych i przepracował blisko 50 lat. Sprawował stanowisko dyrektora III 3-klasowej szkoły wydziałowej męskiej połączonej z 4-klasową szkołą pospolitą im. św. Mikołaja w Krakowie. Przed 1914 był członkiem Komisji Egzaminacyjnej dla Nauczycieli i Nauczycielek Szkół Wydziałowych i Ludowych Pospolitych w Krakowie.
Przez 32 lata działał w Arcybractwie Miłosierdzia w Krakowie, 14 maja 1920 został tam wybrany na funkcję starszego (tym samym zastąpił ks. Czesława Wądolnego), a ostatecznie został prezesem. Kierował też Bankiem Pobożnym. Należał do szeregu organizacji dobroczynnych i humanitarnych. Był m.in. członkiem Sodalicji Mariańskiej i Towarzystwa św. Wincentego a Paulo.
Przed 1914 otrzymał papieski krzyż Benemerenti. 2 maja 1923 został odznaczony Krzyżem Kawalerskim Orderu Odrodzenia Polski „za zasługi, położone dla Rzeczypospolitej Polskiej na polu pracy społecznej”.
Zmarł 13 listopada 1923- Został pochowany na cmentarzu Rakowickim w Krakowie.
W Krakowie ustanowiono ulicę Karola i Jerzego Drozdowskich (drugi z nich żył w latach 1894-1970, także działał w ww. Arcybractwie, był dyrektorem Krakowskiego Pogotowia Ratunkowego). Obecnie w budynku szkoły im. św. Mikołaja działa Zespół Szkół i Placówek Specjalnych przy ul. Lubomirskiego 21.